# الكسيمة أولاد الطاهر (تالمست)
الكسيمة أولاد الطاهر هو دُوَّار يقع بجماعة سيدي عبد جليل، إقليم الصويرة، جهة مراكش آسفي في المملكة المغربية. ينتمي الدوّار لمشيخة تالمست التي تضم 4 دواوير. يقدر عدد سكانه بـ 799 نسمة حسب الإحصاء الرسمي للسكان والسكنى لسنة 2004.

## روابط خارجية
- البوابة الوطنية للجماعات الترابية
- المندوبية السامية للتخطيط